# Opuntia atrispina
Opuntia atrispina är en kaktusväxtart som beskrevs av David Griffiths. Opuntia atrispina ingår i släktet fikonkaktusar, och familjen kaktusväxter. Inga underarter finns listade i Catalogue of Life.

## Bildgalleri

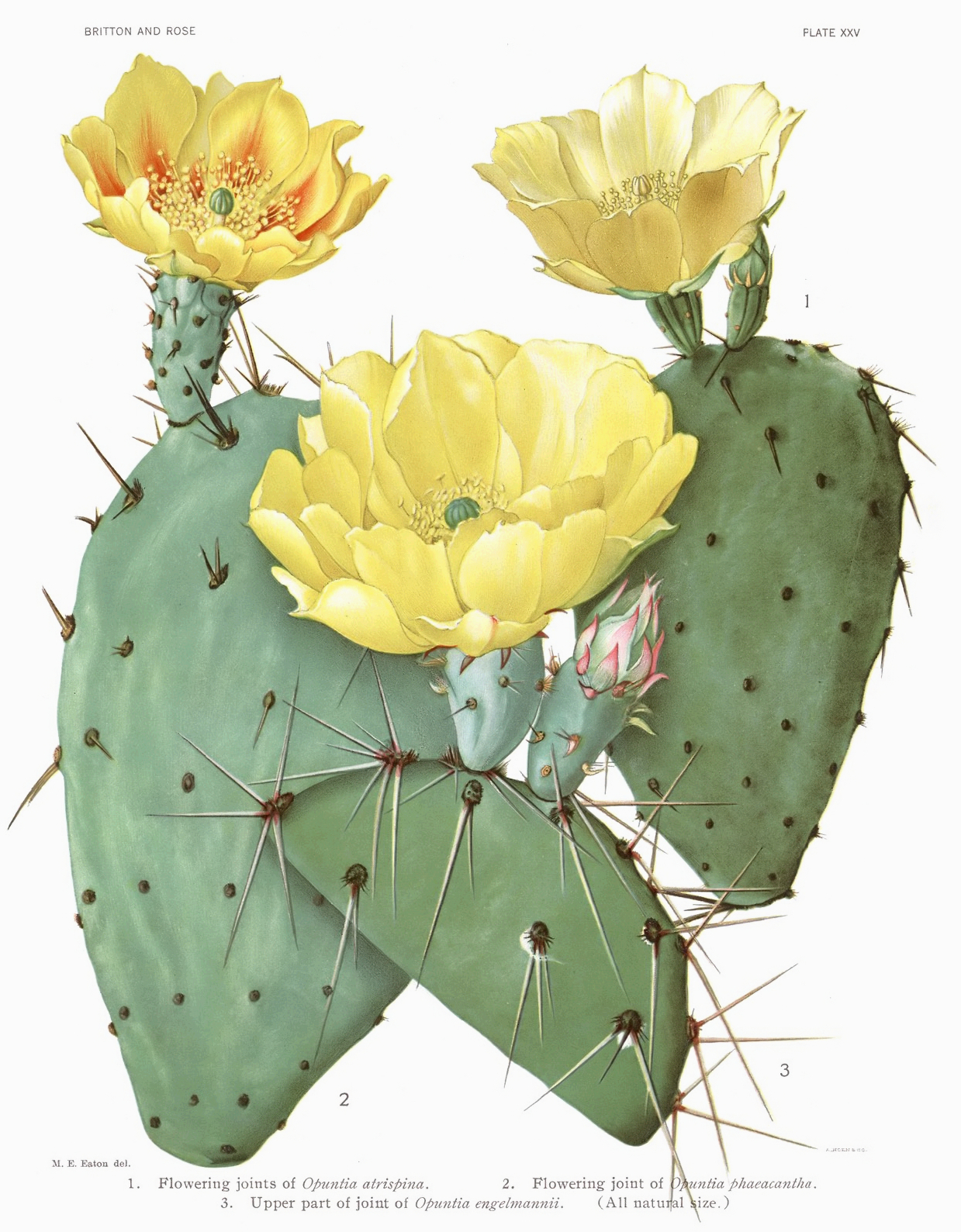